# محوطه باستانی

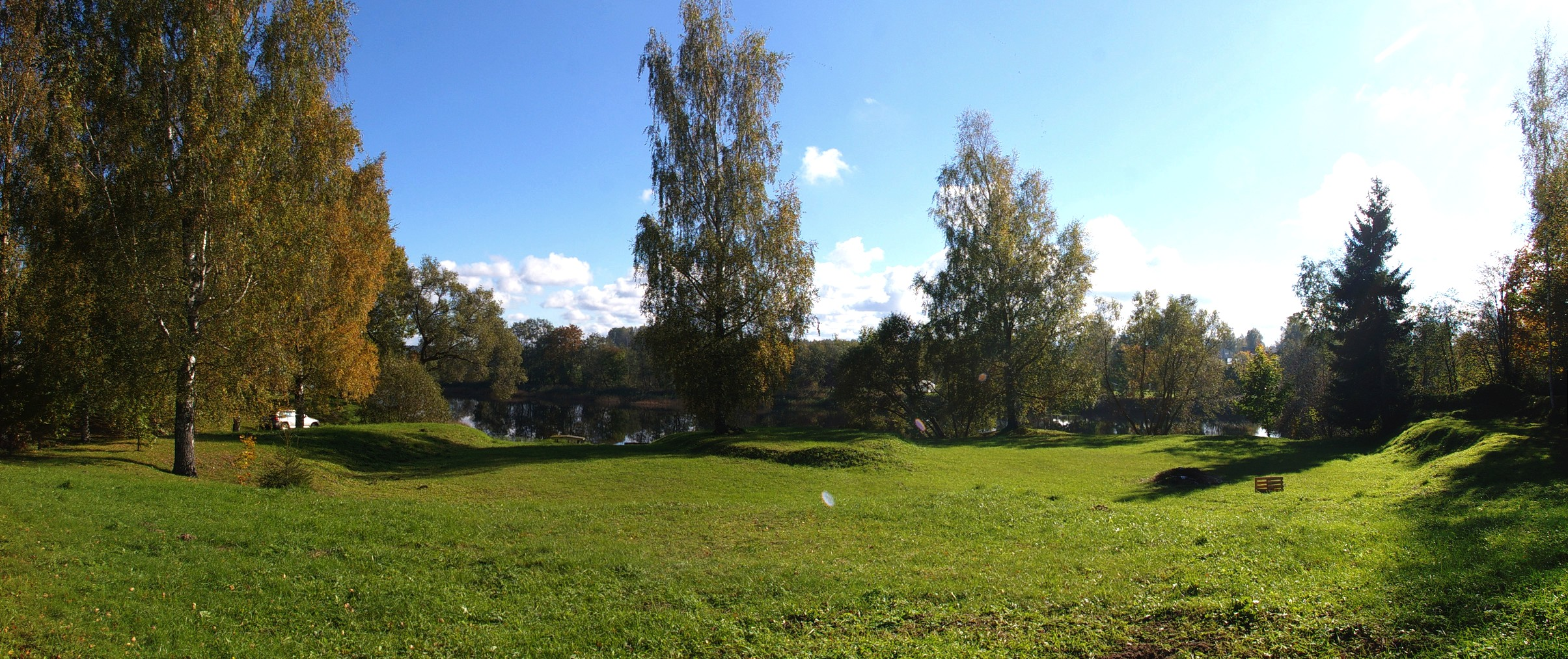
سکونت‌گاه‌های پولی در استونی یازده هزار سال قدمت دارند و در دهه ۱۹۷۰ توسط باستان شناسان کشف شده‌اند.

محوطه باستانی (انگلیسی: Archaeological site) یک مکان یا گروه مکانی است که در آن اسناد فعالیت گذشته انسانی (تاریخی، پیشاتاریخی، یا معاصر) حفظ شده و ممکن است توسط باستان‌شناسان مورد بررسی قرار گرفته و به عنوان یک سند باستان‌شناسی ثبت شده باشد. محوطه باستانی می‌تواند از چند نشان مخروبه روی زمین تا ساختمان‌های بزرگ در حال استفاده را شامل شود.
محوطه‌های باستانی را می‌توان بر اساس موقعیت جغرافیایی، دوره تاریخی، یا نوع استفاده تقسیم‌بندی کرد.

## انواع
گونه‌های مختلف محوطه‌های باستانی به قرار زیر است:
- محوطهٔ پیش‌ازتاریخ: محوطه‌ای باستان‌شناختی متعلق به دورهٔ پیش از آغاز نگارش و پدید آمدن اسناد تاریخی و بایگانی.
- محوطهٔ باز: هر محوطهٔ مربوط به جوامع شکارگر - گردآور که خارج از غار و پناهگاه‌های صخره‌ای و در فضای آزاد به‌منظور ابزارسازی یا سلاخی یا استقرار موقت مورد استفاده قرار گرفته‌است.
- محوطهٔ شاخص: محوطه‌ای که در آن ویژگی‌های شاخص یک فرهنگ مفروض/ معین شکل گرفته‌است.
- محوطهٔ تدفینی: محوطه‌ای که جوامع انسانی اجساد یا بقایای مردگان خود را در آن به خاک می‌سپردند.
- محوطهٔ سطحی: جایی که بقایای باستان‌شناختی در سطح آن به دست می‌آید.
- محوطهٔ کشتارگاهی: محوطه یا بخشی از یک محوطهٔ باستان‌شناختی که از آن مشخصاً برای کشتار یا قصابی جانوران استفاده می‌شد.
- محوطهٔ نذری: محوطه‌ای که در آن دفینهٔ نذری شامل اشیای نذری یا استخوان‌های حیوانات قربانی‌شده را قرار می‌دادند.
- محوطهٔ خندق‌دار: هریک از محوطه‌های مربوط به بعد از دوران پیش‌ازتاریخ که با خندق محصور شده بودند.